# یاسویوکی اوئدا
یاسویوکی اوئدا (انگلیسی: Yasuyuki Ueda؛ زادهٔ) پویانما اهل ژاپن است.